# Władimir Triandafiłłow
Władimir Kiriakowicz Triandafiłłow (ros. Влади́мир Кириа́кович Триандафи́ллов, ur. 14 marca 1894, zm. 12 lipca 1931) – radziecki wyższy oficer i teoretyk wojskowy.

## Życiorys
Urodził się w greckiej rodzinie w wiosce Magaracżik w guberni karskiej (obecnie w Turcji). W 1914 ukończył Zakaukaskie Seminarium Nauczycielskie. Powołany do wojska walczył m.in. na froncie południowo-zachodnim. W roku 1917 miał stopień kapitana sztabowego. Po rewolucji lutowej był wybrany na dowódcę pułku, a potem – 7. armii. W czerwcu 1918 wstąpił do Armii Czerwonej, w której był dowódcą kompanii, potem batalionu, brał udział w walkach z atamanem Dutowem, Denikinem i Wranglem. W maju 1919 wstąpił do partii bolszewickiej, a we wrześniu tego roku został skierowany na studia w Akademii Wojskowej Robotniczo-Chłopskiej Armii Czerwonej. Podczas nauki brał czynny udział w działaniach wojennych – na Perekopie oraz na Powołżu. Akademię ukończył w 1923.
Przez Frunzego został skierowany do pracy w Sztabie Armii Czerwonej, w którym był m.in. zastępcą szefa sztabu. Zginął w katastrofie lotniczej niedaleko od przystanku Alabino Kolei Zachodniej. Jego prochy zostały umieszczone w kolumbarium cmentarza przy murze Kremla.

## Dorobek
Jego prace zapoczątkowały teorię głębokiej operacji. Analizował wojnę w szerokim ujęciu obejmującym okres przedwojenny oraz okres początkowy działań wojennych badając ich wpływ na przebieg i sukces całej wojny. Uważany jest za najwybitniejszego i najbardziej błyskotliwego radzieckiego stratega, ojca radzieckiej sztuki operacyjnej, trzeciego obok taktyki i strategii działu sztuki wojennej. Zasady Trianfiłłowa zastosował Gieorgij Żukow w operacji nad Chałchin-Goł w 1939 r. Triandafiłłow znany jest też z rozwijania koncepcji Michaiła Tuchaczewskiego szybkiej (od 2 do 4 tygodni) sowietyzacji podbitych krajów.

## Prace
- Триандафиллов В. К., Размах операций современных армий, 1926
- Триандафиллов В. К., Характер операций современных армий, 1936 (dostępne w Internecie, dostęp 2009-04-08) (ros.)